# Göteve kyrka
Göteve kyrka är en kyrkobyggnad som tillhör Floby församling (före 2006 Göteve församling) i Skara stift. Den ligger i den västra delen av Falköpings kommun. 

## Kyrkobyggnaden
Kyrkan uppfördes under tidigt 1100-tal och virket i långhuset har dendrokronologiskt daterats till år 1092. Kyrkan är uppförd i romansk stil med absid och dubbla läktare och är en av Falbygdens bäst bevarade av denna typ. Den västra delen av långhuset byggdes i början av 1700-talet, men därefter har kyrkorummet knappast förändrats. Sakristian och vapenhuset tillkom troligtvis under 1600-talet. Det nuvarande vapenhuset uppfördes 1918. 
Väggar och tak är dekorerade i lantlig barockstil. Takmålningen från 1791 är utförd av Matthias Hasselberg.
Klockstapeln på kyrkogården tillkom på 1600-talet. Den ena av klockstapelns två klockor är från Skärvums kyrka som revs 1759.

## Inventarier
- Läktarbröstningen är smyckad av arkader i plattskärning och målade med fyra evangelister och tolv apostlar.
- Altartavlan, målad på duk, bedöms vara från 1600-talet och föreställer Kristi himmelsfärd.
- Dopfunten, från 1200-talet, är huggen i sandsten.
- På väggen i koret ovanför dopfunten hänger en madonnaskulptur från 1400-talet skuren i ek, 71 cm hög,[1]    och en helgonbild från 1200-talet.
- Predikstolen i barock tillverkades 1714 av bildhuggaren Kihlman från Borås och pryds av tre träskulpturer.

### Orgel
Orgeln är tillverkad 1951 av Liareds orgelbyggeri. Den har nio stämmor fördelade på två manualer och pedal. Fasaden är samtida med orgeln och ej ljudande.

## Bilder

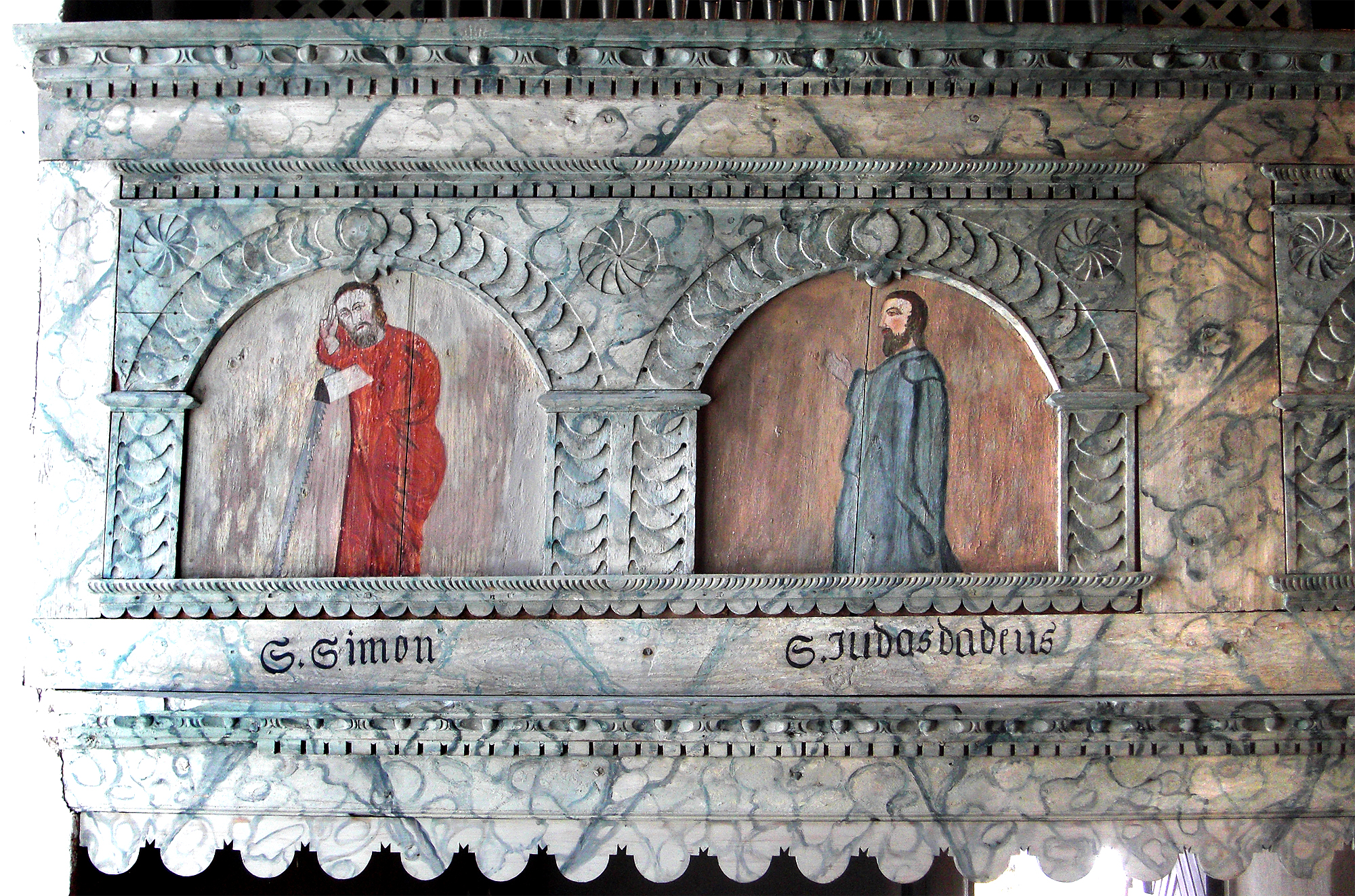
Apostlar på läktarbröstningen.
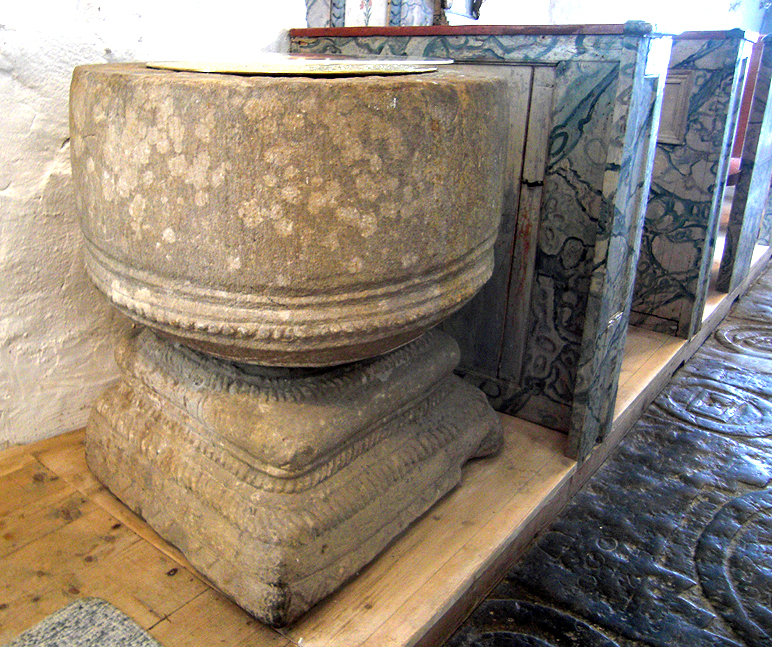
Den medeltida dopfunten.
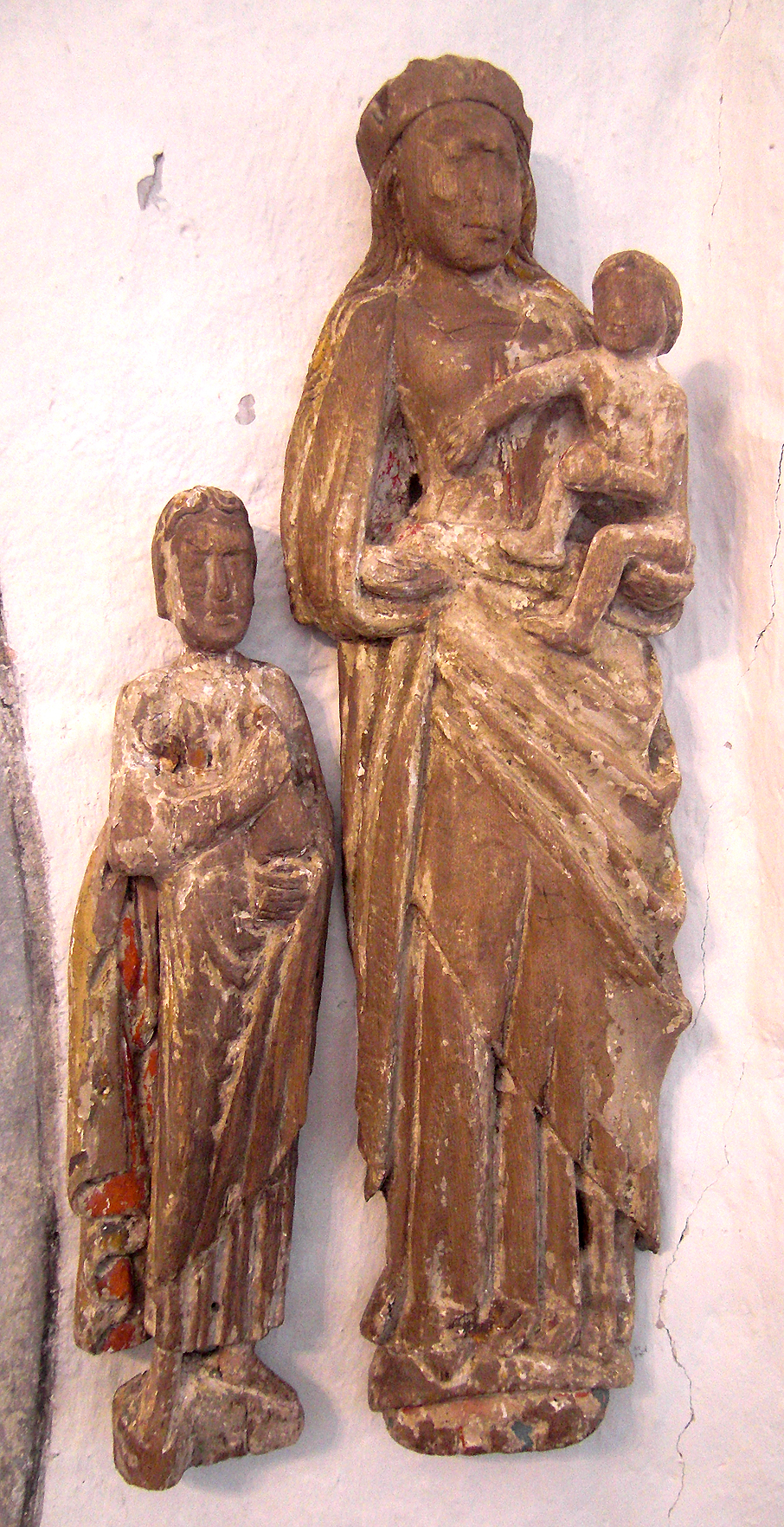
Helgonbild från 1200-talet och madonnabild från 1400-talet.
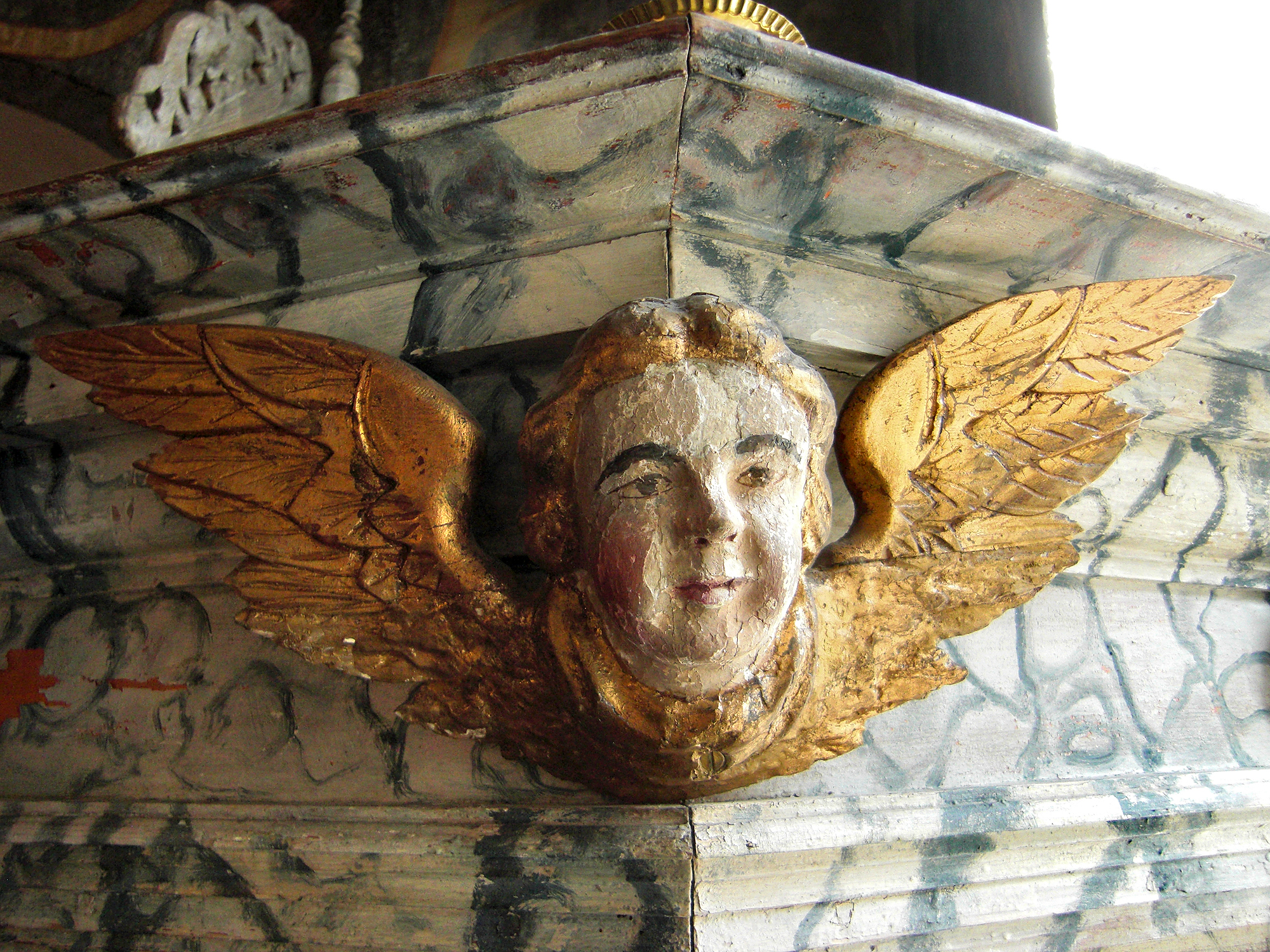
Kerub på predikstolen.